# 浜野由起子
浜野 由起子（はまの ゆきこ、1971年12月31日 - ）は、スターダストプロモーション所属。奈良県出身。身長156cm、血液型はA型。金蘭短期大学英文科卒業。デビューから2004年3月までは近畿圏の各局で幅広くテレビ出演をしており、2004年4月からは、東京地区に活動の拠点を移している。
自称フリーアナウンサー。主婦。離婚歴あり。

## 過去の出演番組

### TV
- 朝日放送（ABCテレビ） 『おはよう朝日です』、『歴史街道』
- よみうりテレビ 『ぷちらせ』
- サンテレビ 『うまいもんテレビ』、『ペット万歳』、『尼崎競艇中継』
- KBS京都 『サタデーふう』
- 奈良テレビ 『おはよう奈良』、『ざっくばらん』
- びわ湖放送 『パンチとよしゆきの家宅SOUSA隊』、『週刊まるごと滋賀』
- KCN 『K-パラ』
- Act On TV 『女性に優しいクルマMITSUBISHI 新型ekワゴン』
- NHK大阪放送局 『お元気ですか日本列島』、『関西ニュース一番』
- NHK総合テレビ『お元気ですか日本列島』、『NHK海外ネットワーク』
- NHK-BS1 『日本列島ふるさと発』、『BSニュース50』、『NHK BSニュース』[1]、『列島ニュース』
- QVCチャンネル 『プライヴ“グラスオール”』（商品アドバイザー、不定期）

### テレビドラマ
- 長い長い殺人（2007年、WOWOW）- 井上麻耶 役
- 土曜ワイド劇場 法律事務所 2（2008年 テレビ朝日系） - 井筒祥子 役